# (426) Hippo
(426) Hippo – planetoida z pasa głównego asteroid okrążająca Słońce w ciągu 4 lat i 333 dni w średniej odległości 2,89 j.a. Została odkryta 25 sierpnia 1897 roku w Observatoire de Nice w Nicei przez Auguste Charloisa. Nazwa planetoidy pochodzi od starożytnego miasta Hippo Regius, obecnie Annaba w Algierii. Przed jej nadaniem planetoida nosiła oznaczenie tymczasowe (426) 1897 DH.